# 警官會所

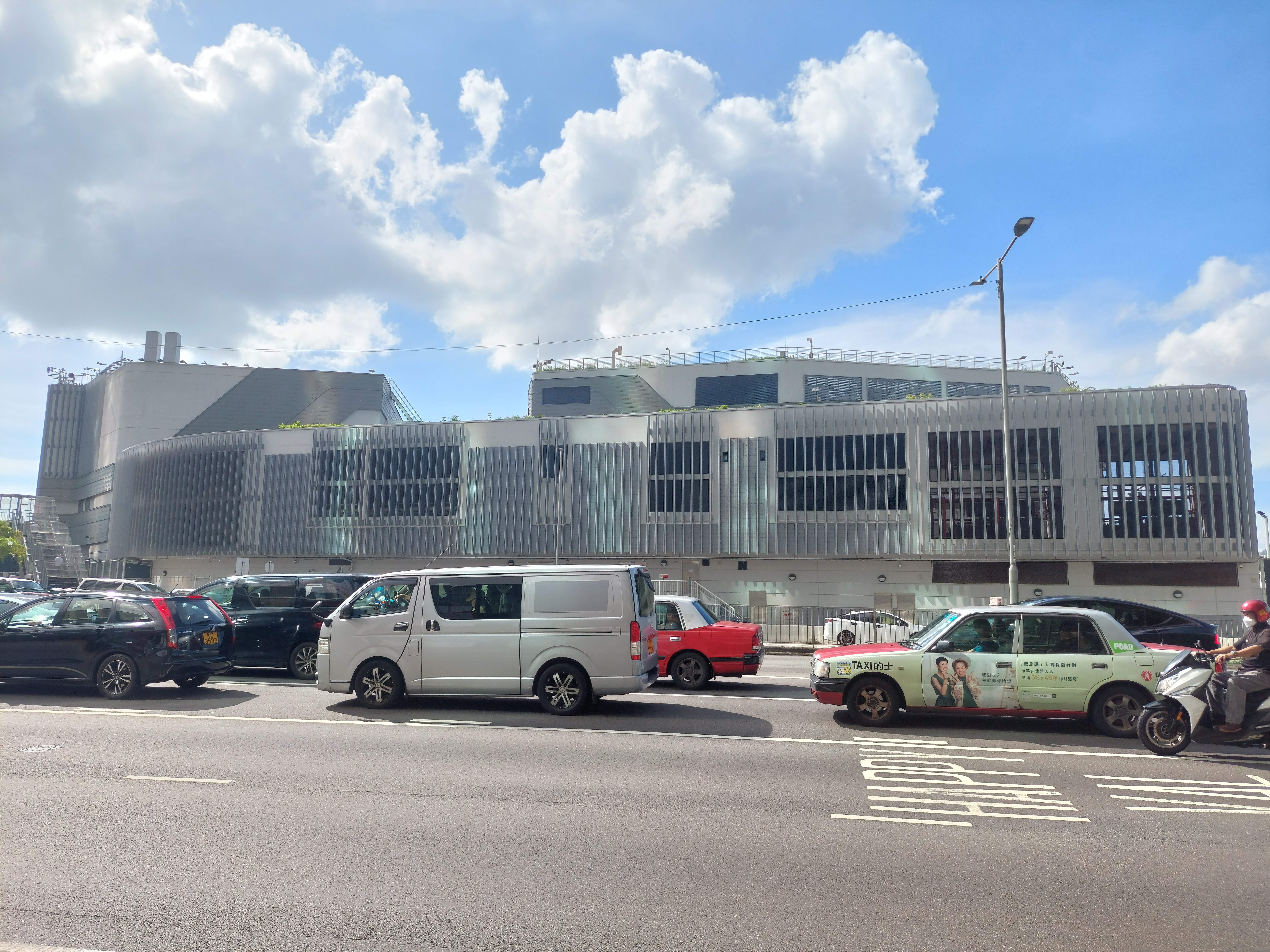
重建後的第二代警官會所及南通風大樓，2023年6月

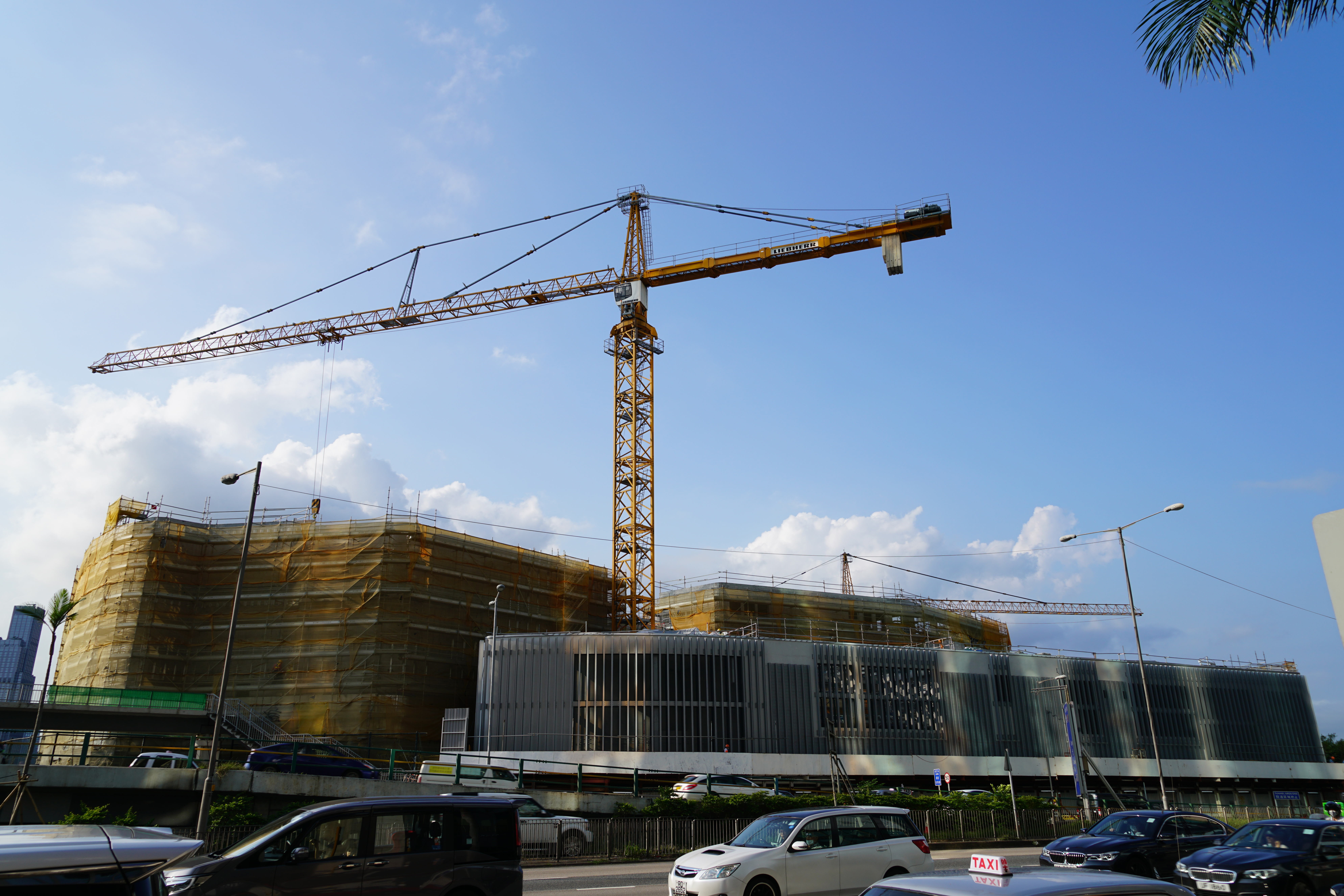
重建中的第二代警官會所，2020年5月

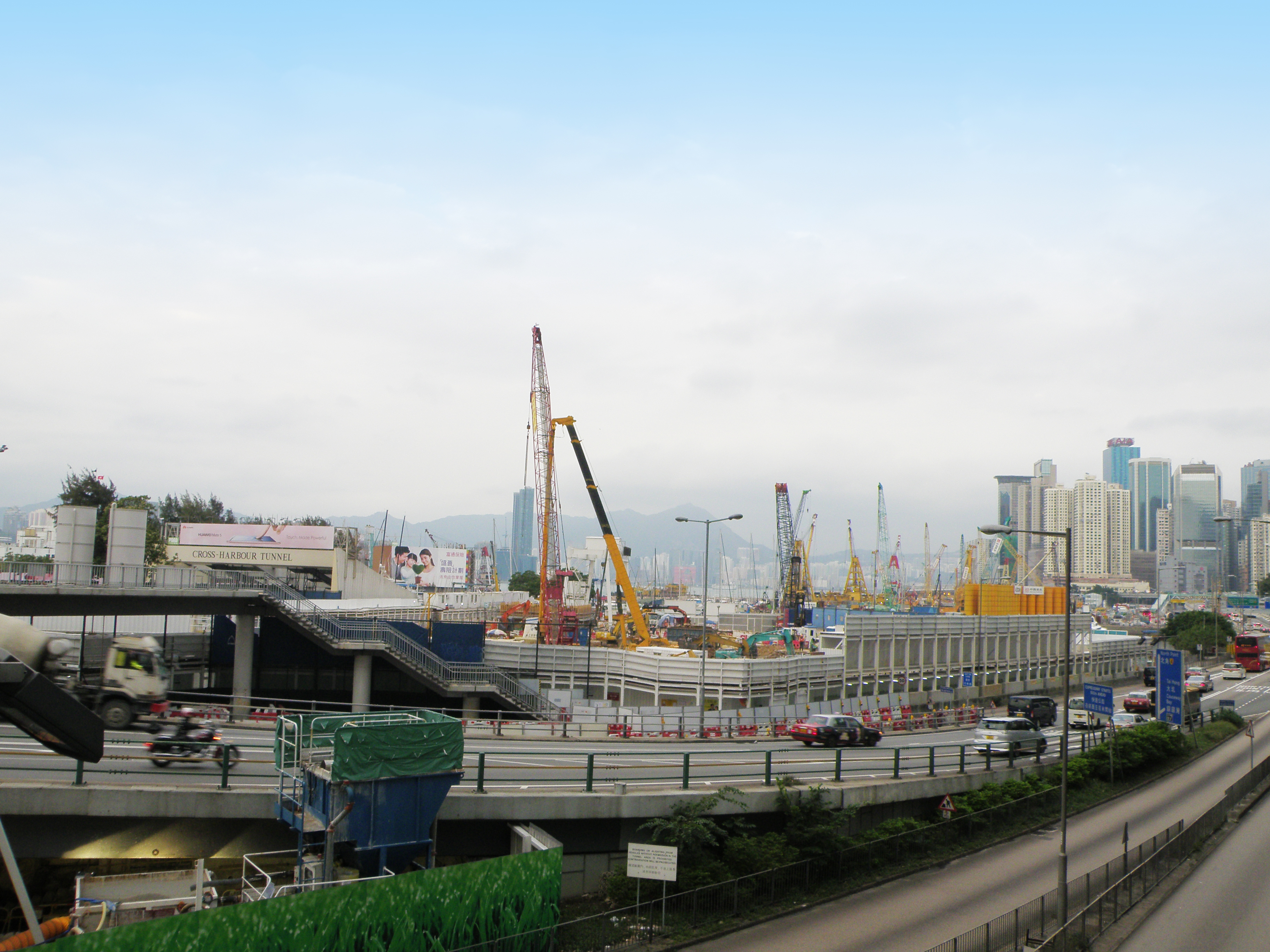
拆卸後的警官會所，2015年12月

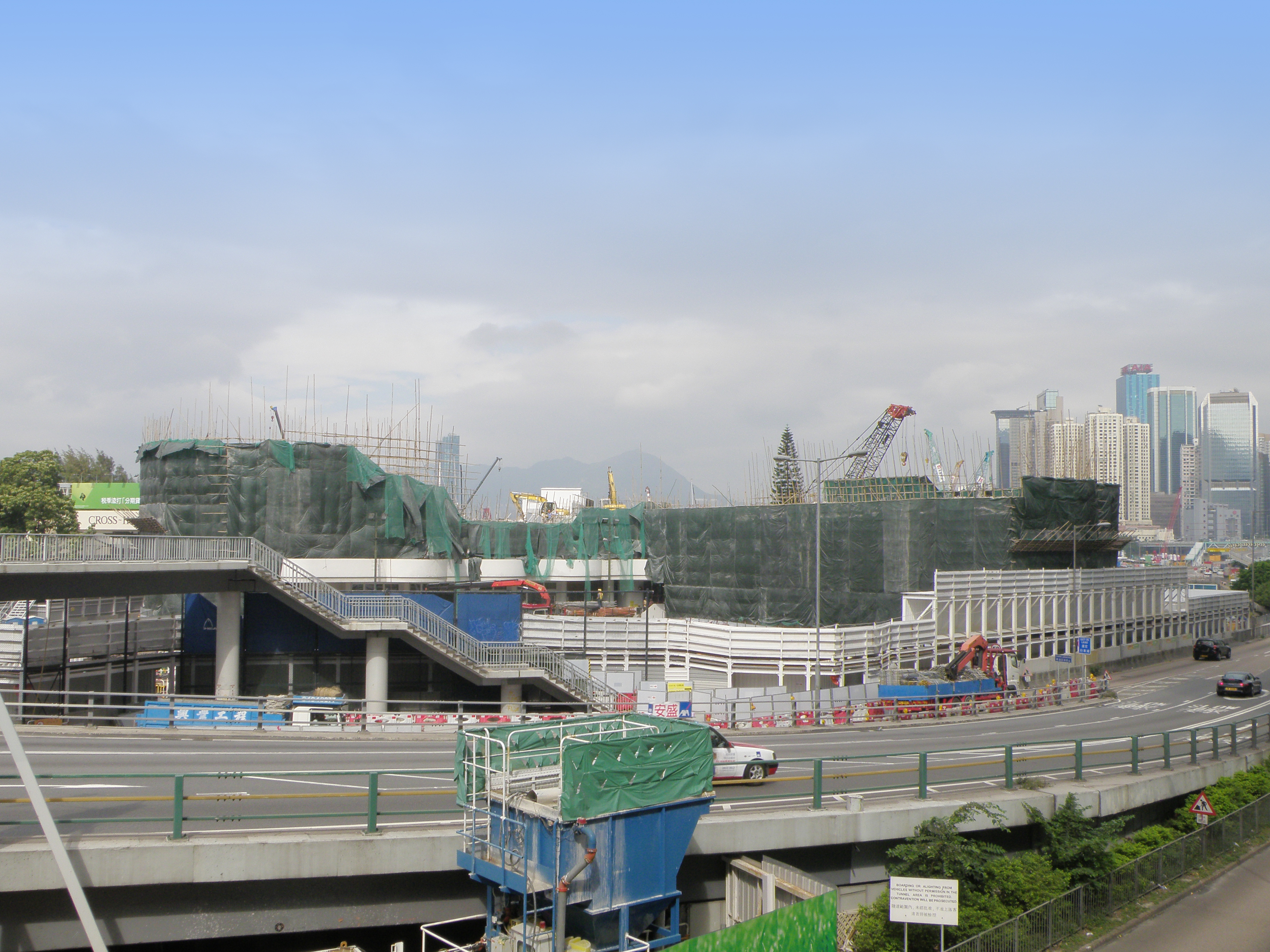
拆卸中的警官會所，2015年11月

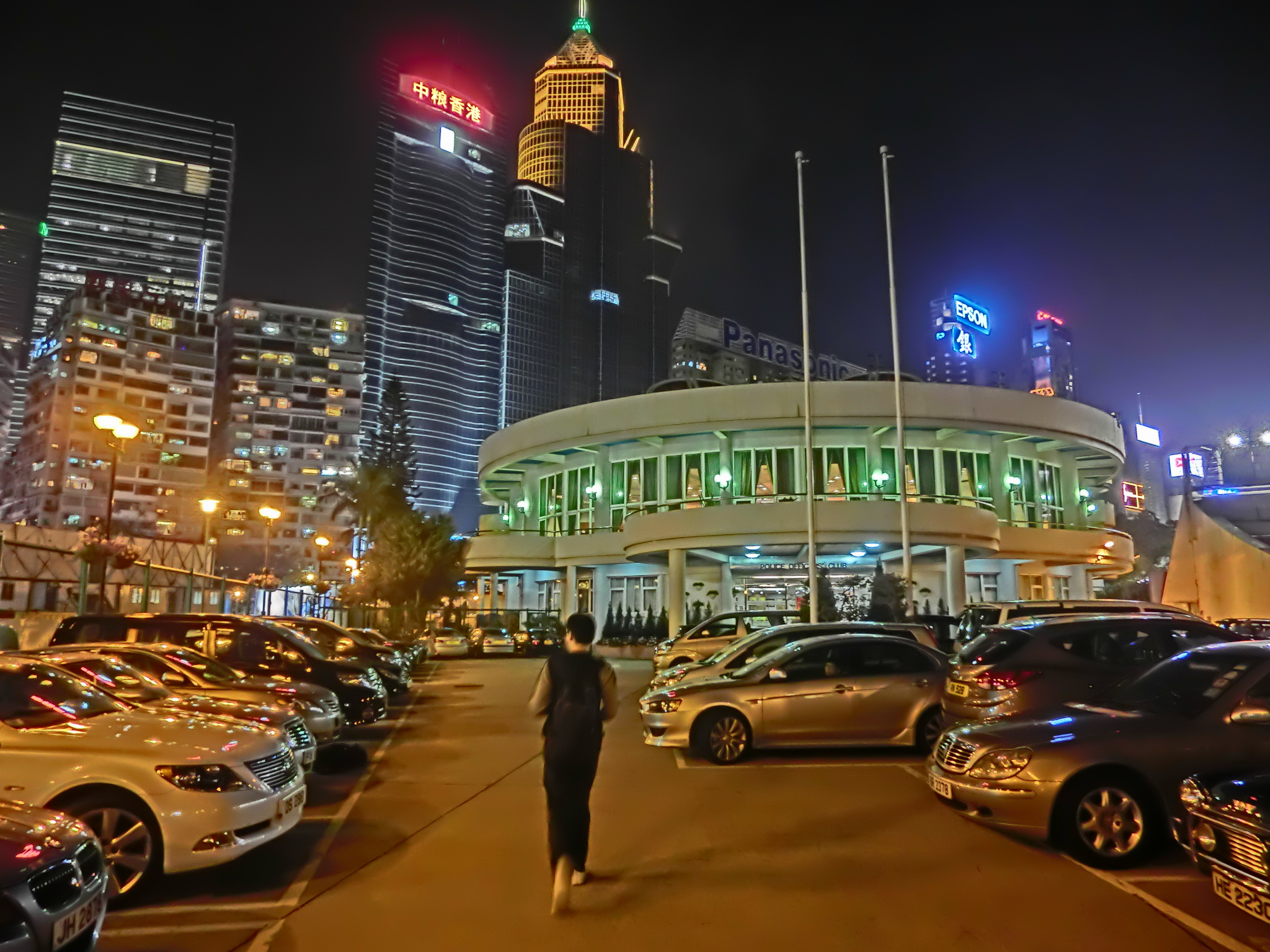
拆卸前的第一代警官會所，2013年3月

警官會所（俗稱：警官俱樂部；英文：Police Officers' Club）是香港警務處督察級職級（警官）或以上職級所使用的會所，位於香港香港島灣仔銅鑼灣鴻興道28號，佔地逾10,100平方米。第一代警官會所於2015年拆卸，以配合中環灣仔繞道及港鐵沙田至中環線工程，至中環灣仔繞道和港鐵沙田至中環綫竣工後原地重建，是為第二代警官會所。

## 設施

### 運動

#### 室內
- 健身室
- 壁球室
- 室內運動場，可以用作羽毛球、籃球、排球及乒兵球運動

#### 室外
- 網球場
- 草地滾球場
- 游泳池

### 康樂
- 室內兒童遊戲室
- 室外兒童遊戲室
- 兒童電子遊戲機室
- 電視室
- 電腦網絡廊
- 麻雀房
- 桑拿浴室

### 食肆
- 酒樓
- 餐廳
- 酒吧
- 咖啡室
- 池畔燒烤場

### 其他
- 會議室
- 貴賓室
- 歷史展覽室
- 酒舍
- 停車場

## 歷史
1976年，香港政府在銅鑼灣鴻興道一幅土地劃作「政府永久撥地」，給予香港警務處興建警官會所，是為第一代警官會所。

### 重建
由於港鐵沙田至中環綫及中環灣仔繞道工程，第一代警官會所於2015年拆卸，以避免阻礙臨時填海工程，並騰出空地用以建造隧道及通風大樓。至沙田至中環線和中環灣仔繞道竣工後，警官會所將會以約3億港元在原址重建。由於用地南部需用作興建供過海鐵路隧道使用的「南面通風大樓」，屆時警官會所的佔地面積將縮小，需要採用多層設計以提供相等於原來設施所佔有的面積，是為第二代警官會所。
期間位於旺角的警察體育遊樂會以由香港鐵路有限公司撥款3億元翻新，暫時代替警官會所。
至2021年，第二代警官會所完成重建，並於同年11月18日由時任警務處長蕭澤頤及各相關部門代表主持重啟典禮。

## 相集

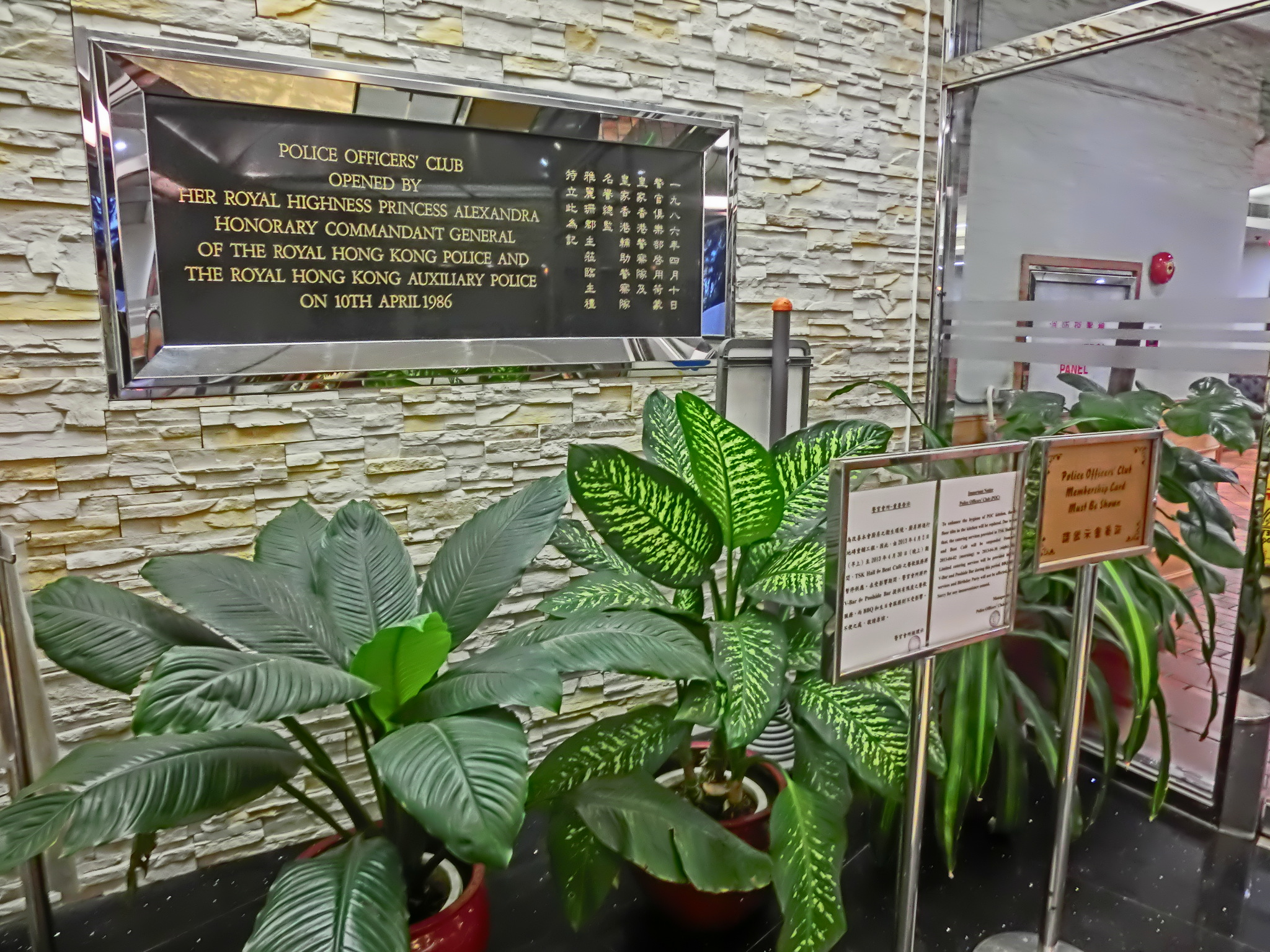
位於警官會所正門旁的啟用誌碑。
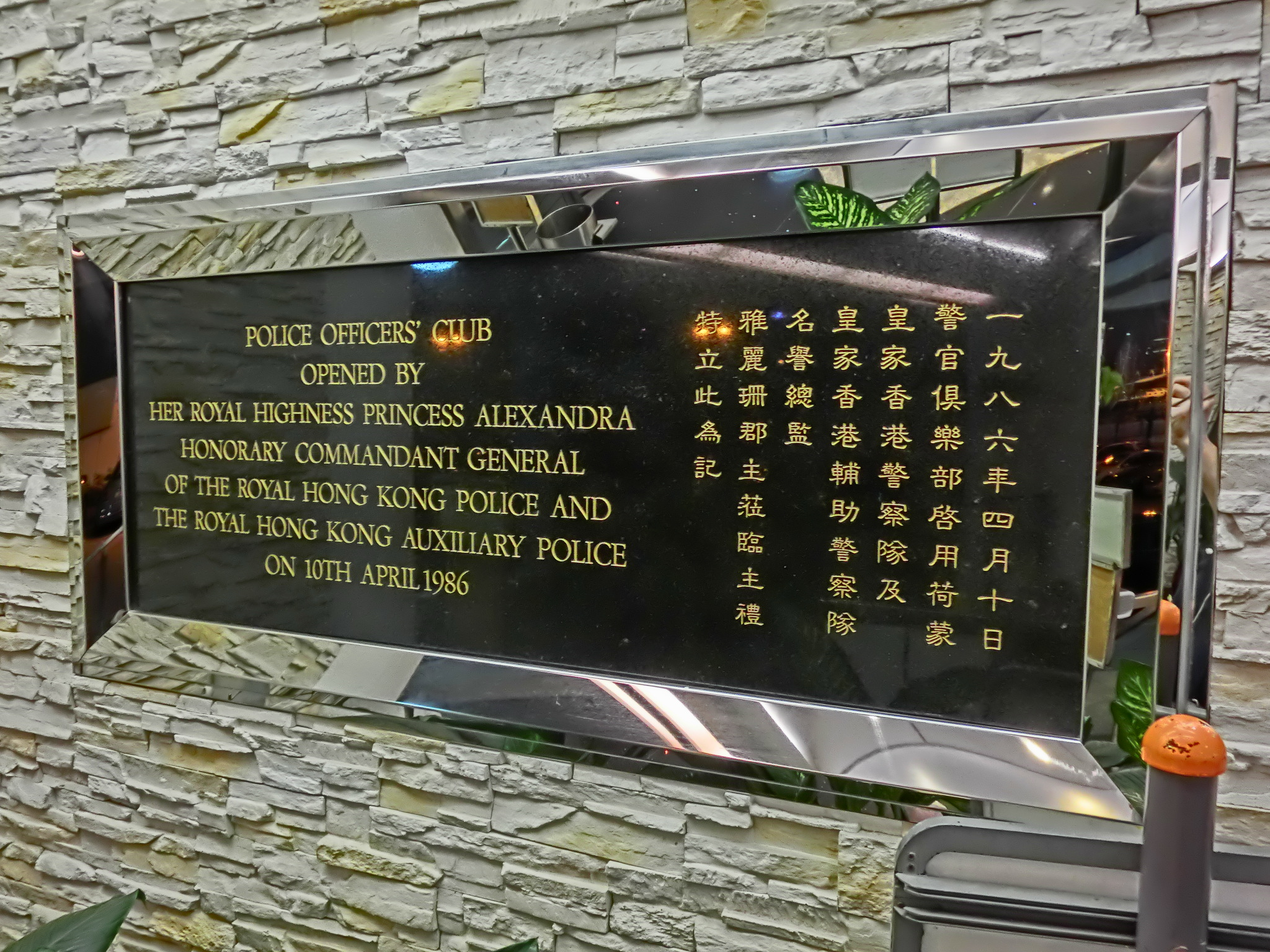
啟用誌碑。
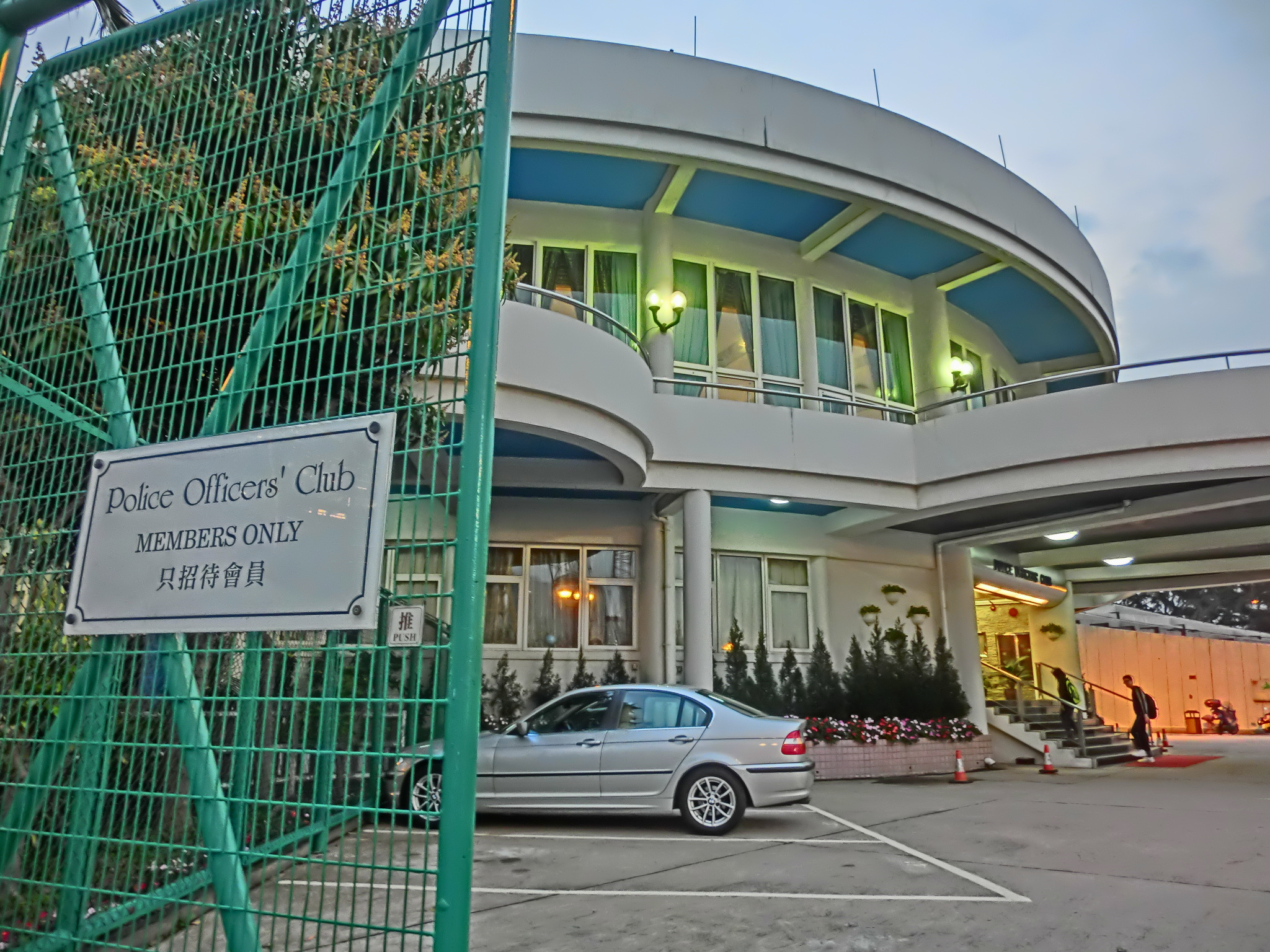
警官會所閘門。
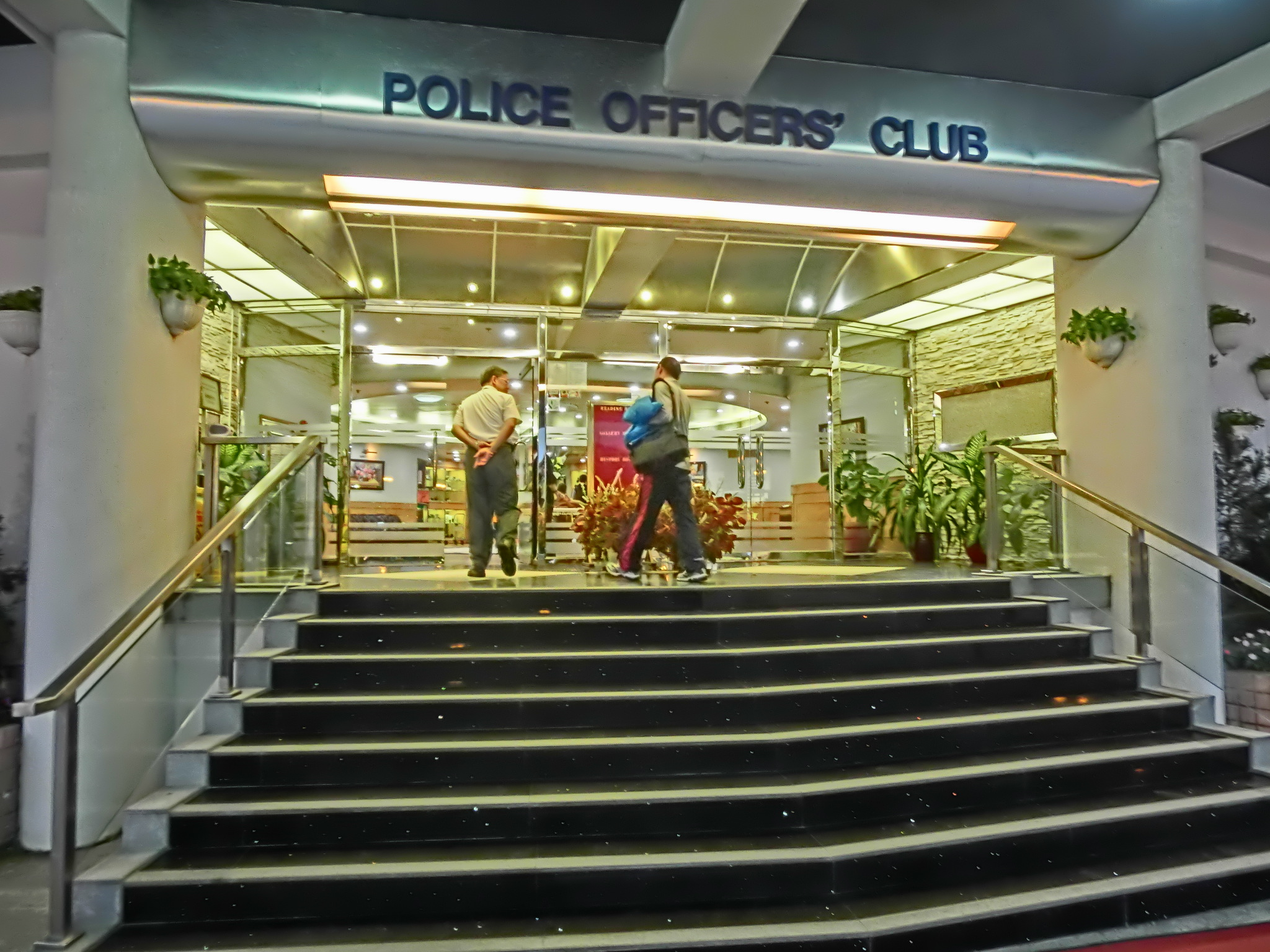
警官會所正門。
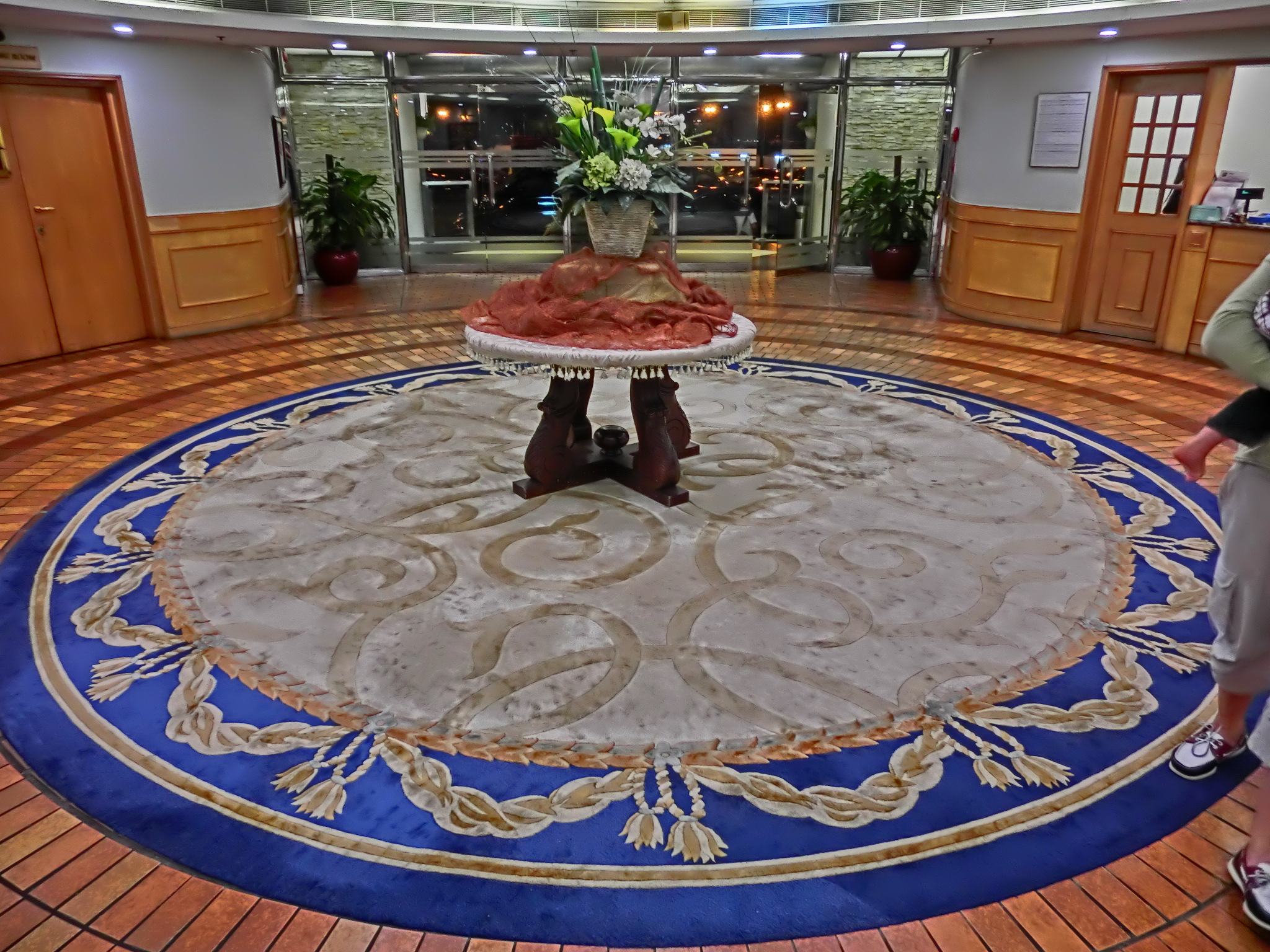
大堂。
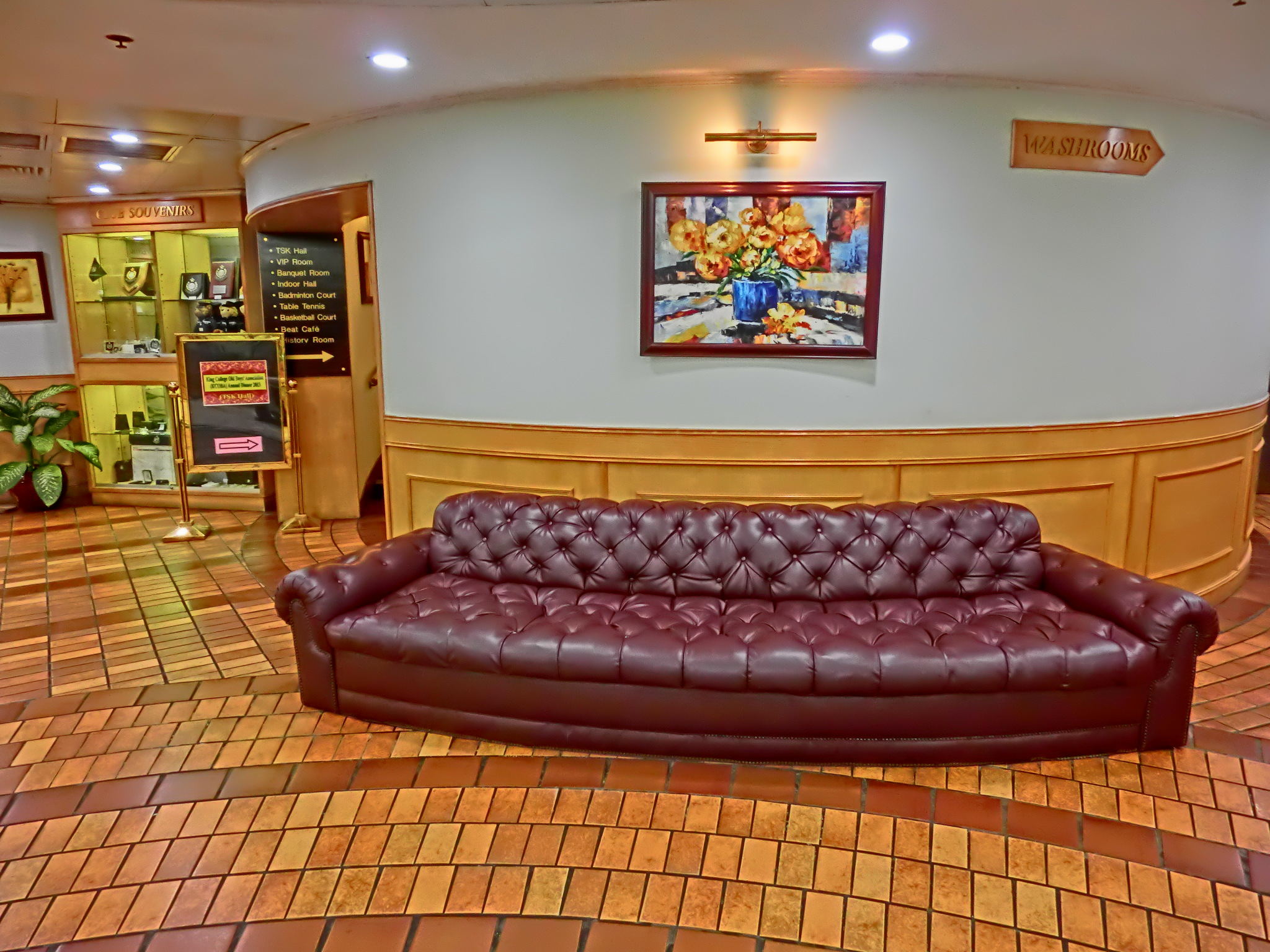
走廊一處。
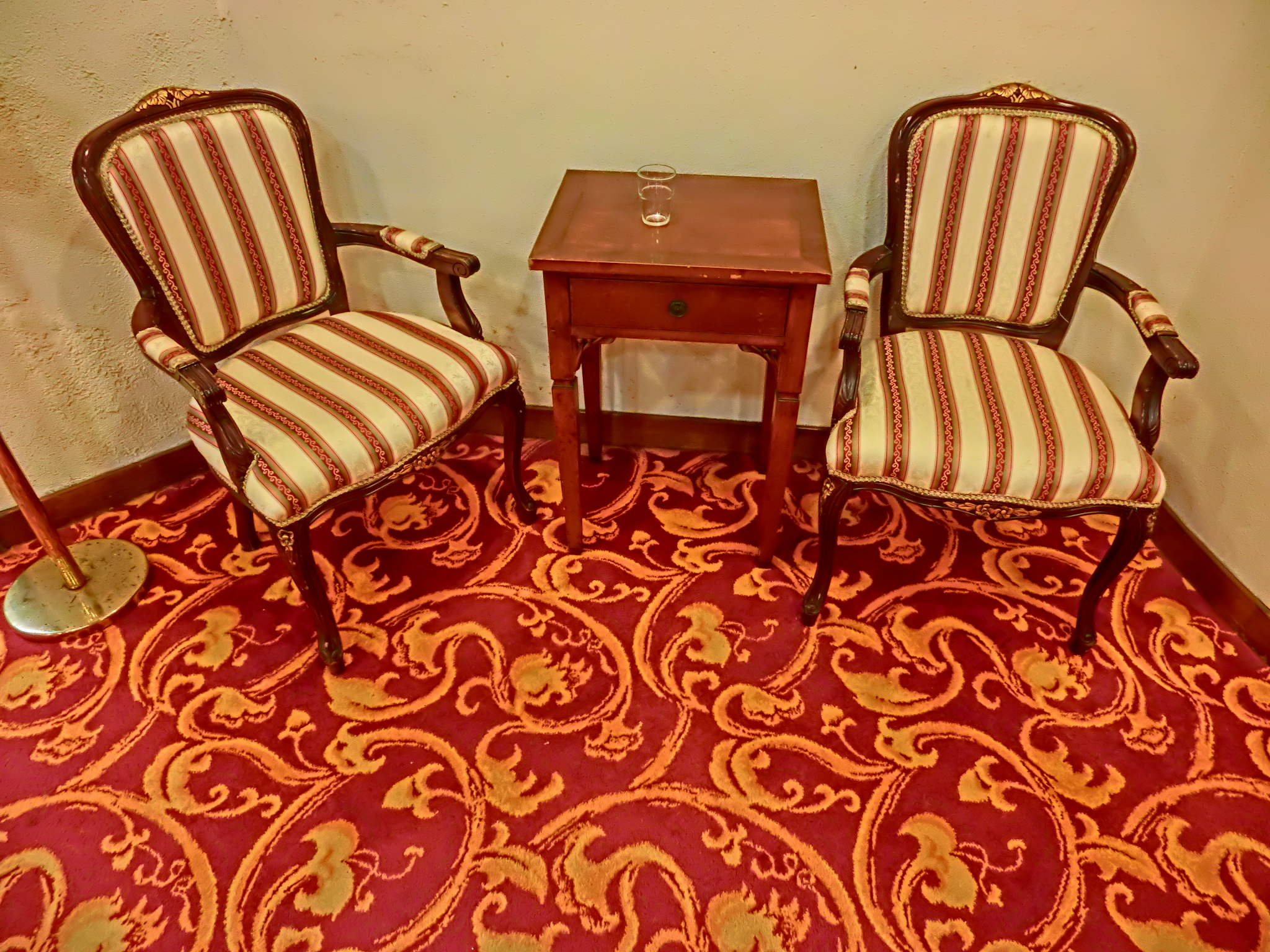
走廊一處。
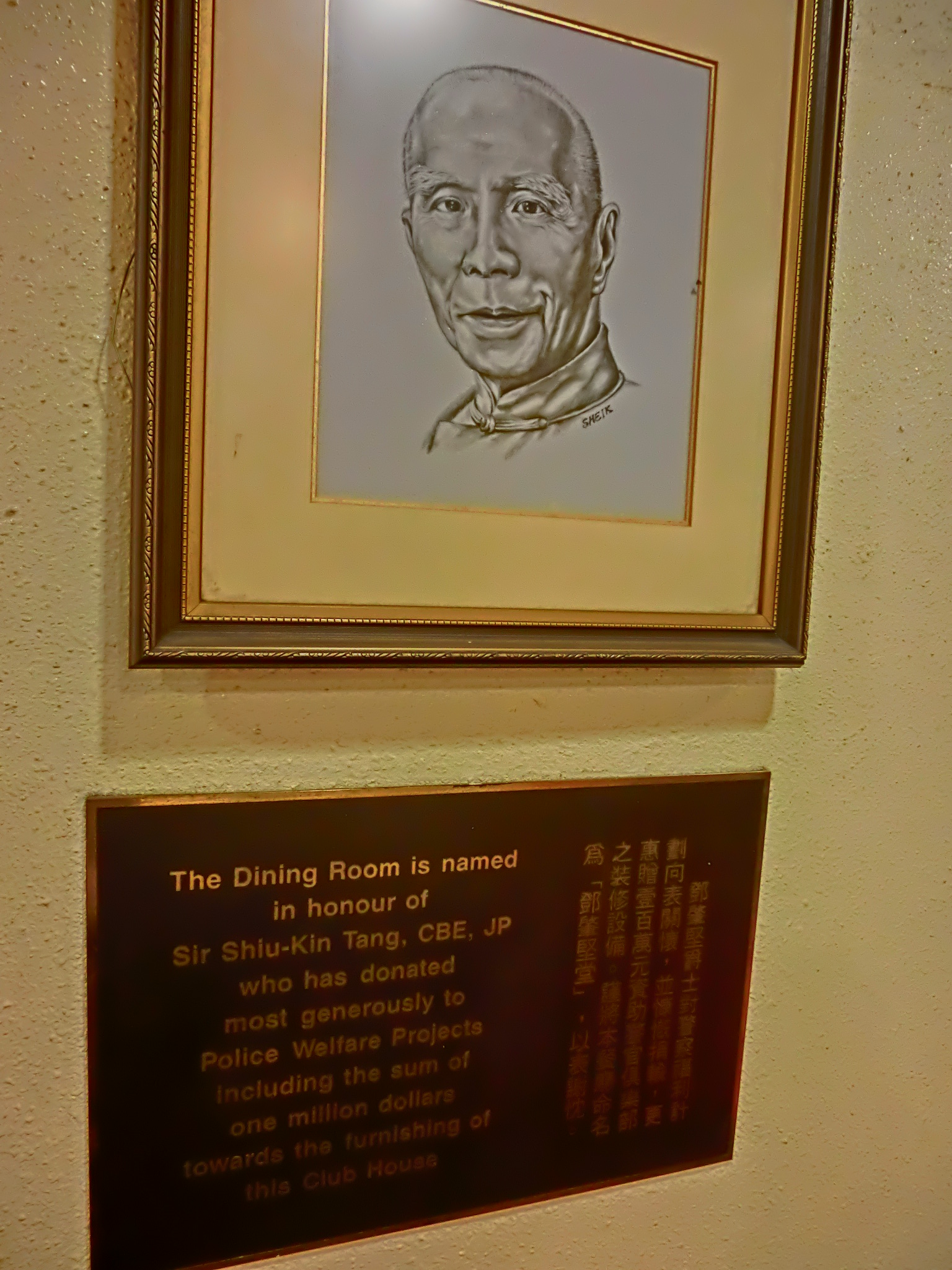
牆上掛有鄧肇堅紀念畫。
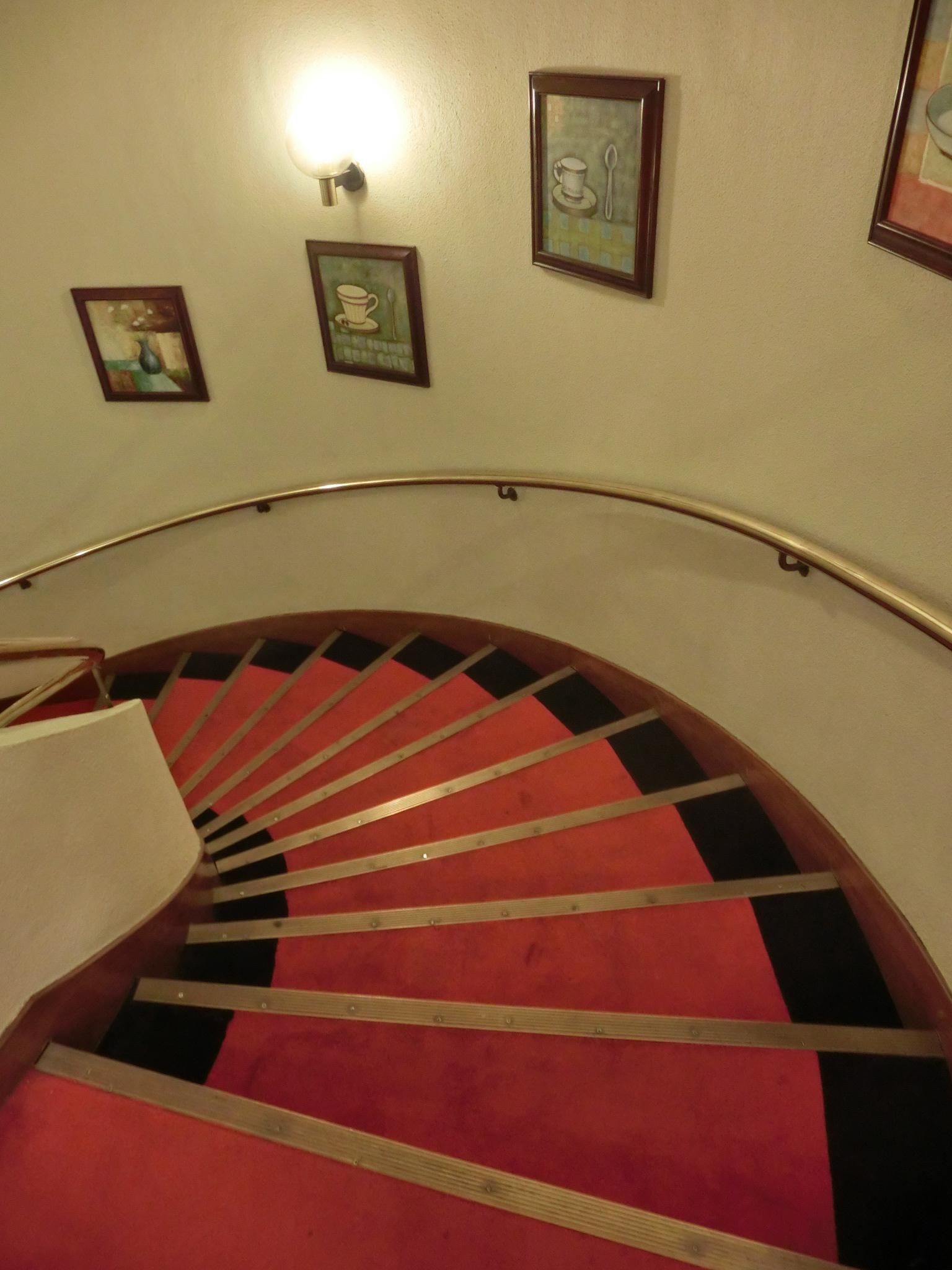
旋轉樓梯。
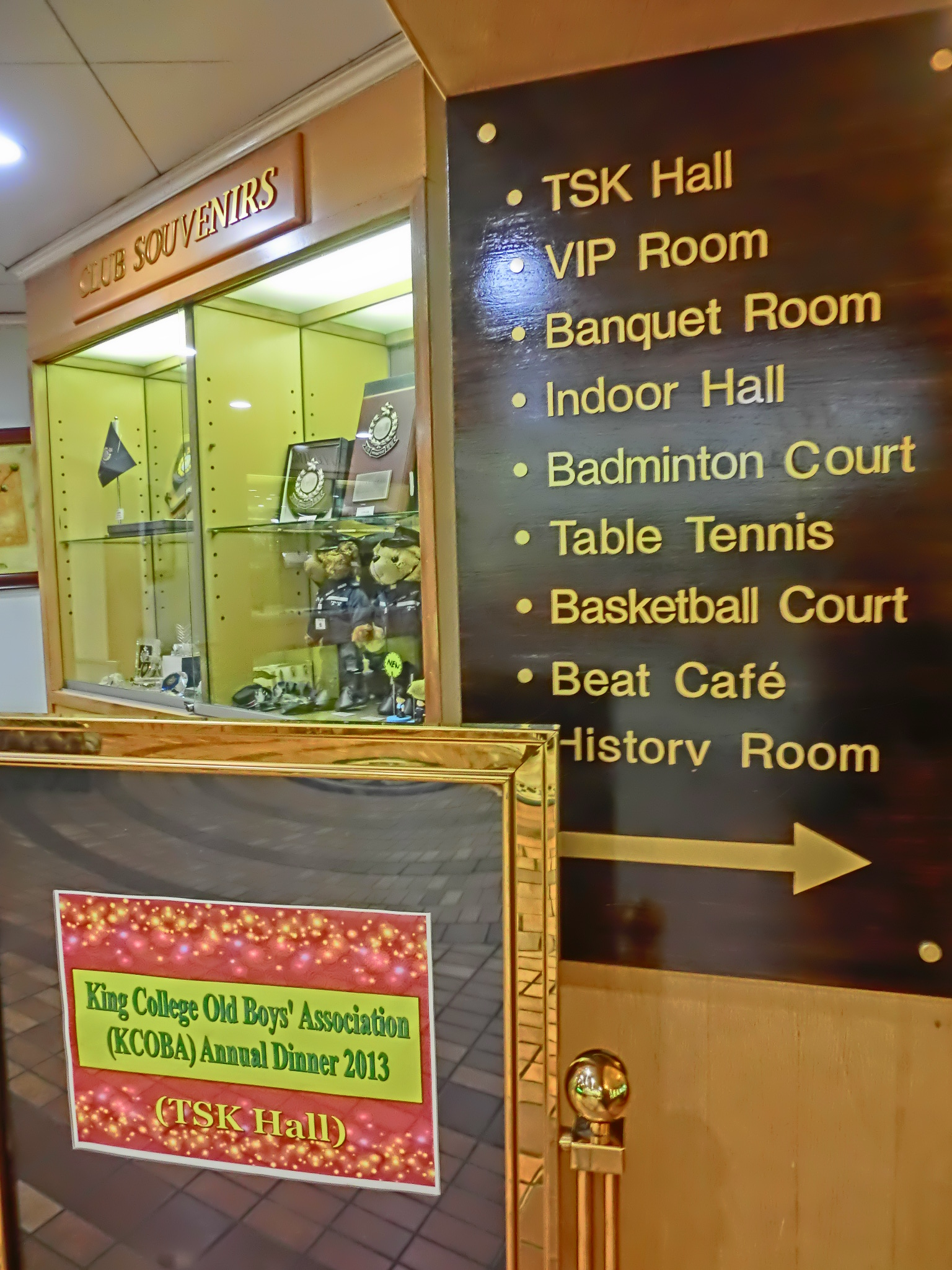
指示牌。
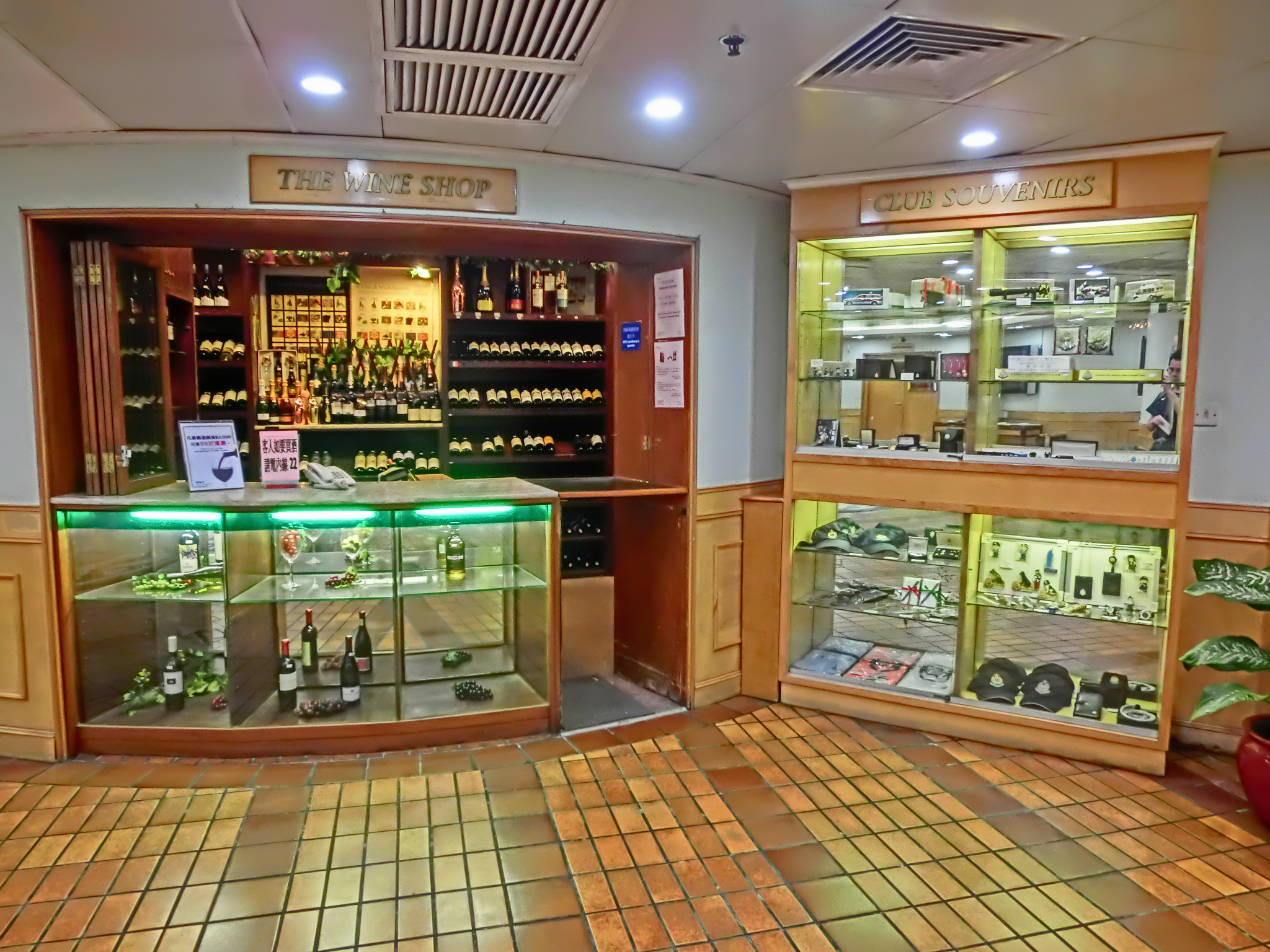
酒舍及紀念品展示櫥櫃。
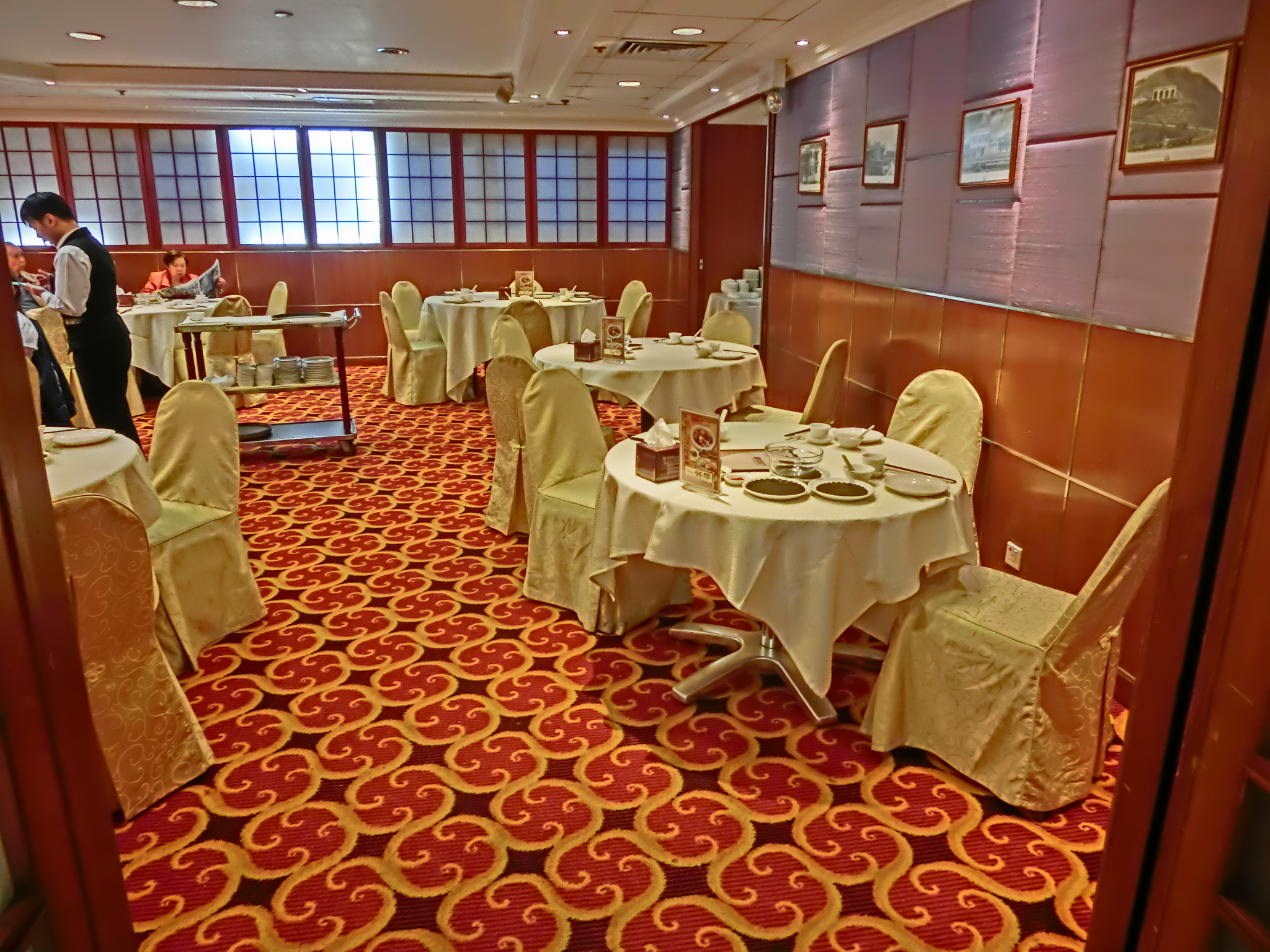
酒樓。
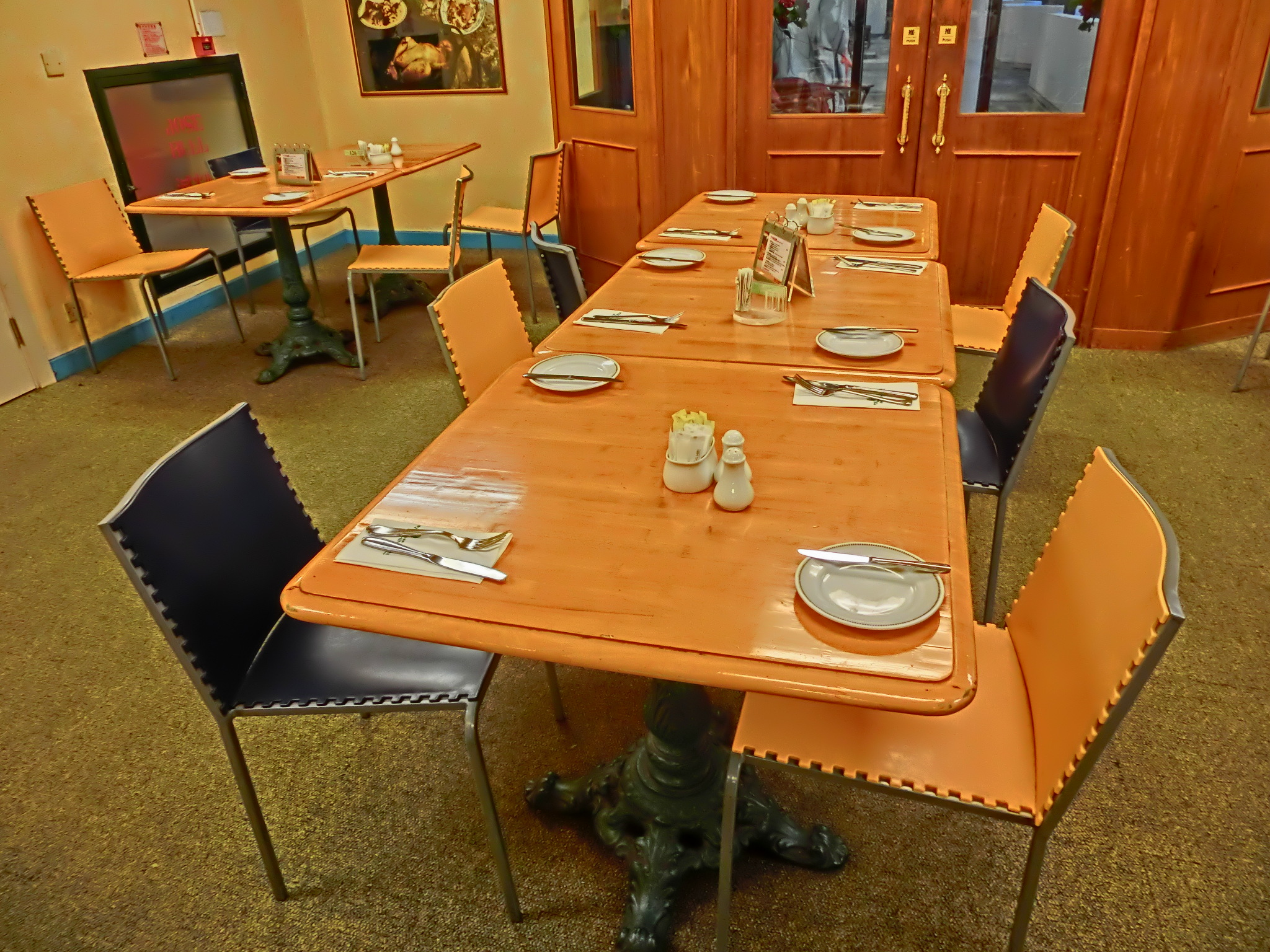
餐廳。

## 鄰近
- 銅鑼灣避風塘
- 皇家香港遊艇會
- 港鐵會展站
- 世界貿易中心

## 爭議
地價估值達22至24億7千5百萬港元的警官會所，僅被警官使用。至2015年因為中環灣仔繞道和港鐵沙田至中環綫工程，警官會所需要拆卸，及後原址重建。公共專業聯盟召集人兼工程師黎廣德批評，重置後的警官俱樂部將會使到位於其旁邊的海濱長廊僅闊4.4米，扣減單車徑闊度所需要的最少3.5米，將會令到相關行人道縮減至不足1米闊。香港城市大學專業進修學院學術統籌宋立功認為，警官俱樂部為「政府永久撥地」，公眾沒有權力監察。他認為目前香港土地供應緊張，相關制度需要重新檢視。
2020年4月，蘋果日報等多個媒體報道，重建後的警官會所，衍生之費用由本來的3億元，激增至6億元，而且全部由公帑支付，當中包括飽覽維港景色的無邊際泳池、按摩浴池、室內草地滾球場等奢華設備，部分設施購置的費用亦引來不同議員批評，直指做法浪費公帑。公民黨陳淑莊質疑方以逾萬元公帑購買一部咖啡機，以及逾13萬元購買3部65吋的電視機，熱血公民鄭松泰則批評，警隊在公務員團隊中猶如擁有特權，涉及的巨款令其他公務員譁然，又指消防員都未有類似警官會所的設施。他又指，警官會所用逾6萬元公帑購買多達4部「泳褲脫水機」，極為離譜。